# Papaver acrochaetum
Papaver acrochaetum är en vallmoväxtart som beskrevs av Joseph Friedrich Nicolaus Bornmüller. Papaver acrochaetum ingår i släktet vallmor, och familjen vallmoväxter. Inga underarter finns listade i Catalogue of Life.